# Aenigmatias
Aenigmatias  (лат.) — род мух горбаток из подсемейства Aenigmatiinae. Повсеместно обитают 13 видов. Виды рода являются мирмекофилами.

## Описание
Простые глазки остуствуют. Бока седьмого сегмента брюшка склеротизированы. Задние голени с одним или несколькими рядами увеличенных щетинок. Самки бескрылые, самцы крылатые. Радиальные жилки R2+3 и R4+5 почти параллельны. Личинки микмекофилы, известны как паразиты муравьёв рода Formica.

## Список видов
В состав рода включают следующие виды:
- Aenigmatias brevifrons (Schmitz, 1955)[3]
- Aenigmatias coloradensis (Brues, 1914)[3]
- Aenigmatias curvinervis Borgmeier, 1962[3]
- Aenigmatias dorni (Enderlein, 1908)[1]
- Aenigmatias eurynota (Brues, 1914)[3]
- Aenigmatias gotoi Disney, 2002[3][4]
- Aenigmatias franzi Schmitz, 1950[3]
- Aenigmatias fuscipennis Borgmeier, 1963[3]
- †Aenigmatias kishenehnensis Disney, 2019[5]
- Aenigmatias necdorni Disney, 2019[4]
- † Aenigmatias nigeroticus Brown, 2016[6]
- Aenigmatias nigricornis Borgmeier, 1963[3]
- † Aenigmatias primitivus Brown, 2016[6]
- † Aenigmatias longicornis Brown, 2016[6]
- Aenigmatias lubbockii (Verrall, 1877)[3]
- Aenigmatias marinaae Disney, 2019[4]
- Aenigmatias taigaensis Disney, 2019[4]
- Aenigmatias picipes Schmitz, 1927[3]
- Aenigmatias schwarzii Coquillett, 1903[3]

## Распространение
Представители рода встречаются в Голарктике.

## Палеонтология
Три ископаемых вида найдено балтийском янтаре и один вид из эоценовых отложений в штате Монтана (США).